# Minipera papillosa
Minipera papillosa är en sjöpungsart som beskrevs av Monniot 1974. Minipera papillosa ingår i släktet Minipera och familjen kulsjöpungar. Inga underarter finns listade i Catalogue of Life.